# Vlag van Wetsens

Vlag van Wetsens

De vlag van Wetsens is de dorpsvlag van het Nederlandse dorp Wetsens, in de Friese gemeente Noardeast-Fryslân. De vlag werd in 1988 geregistreerd.
De dorpsvlaggen van 28 dorpen in Dongeradeel werden op 28 januari 1988 goedgekeurd door de gemeenteraad van de vroegere gemeente Dongeradeel.

## Beschrijving
De beschrijving van de vlag is als volgt:
Vluchtschuin gedeeld van geel en rood; in het geel een zwarte halve vlucht.
De kleuren zijn afkomstig van het dorpswapen.

## Symboliek

Adelaarsvleugel: ontleend aan het wapen van de familie Jaerla die een stins bewoonde in het dorp.
- Schuine indeling: verwijst naar de schuinbaan van het wapen van Oostdongeradeel, de gemeente waar het dorp eertijds tot behoorde.[4]